# Xiaoqun Clever
Xiaoqun Clever (* 11. Juni 1970 in der Volksrepublik China) ist eine chinesisch-deutsche Managerin. Sie ist  Aufsichtsratsmitglied bei Capgemini, Infineon, Amadeus und BHP. Von 2016 bis 2019 war sie Chief Technology and Data Officer und Mitglied der Geschäftsleitung des Schweizer Medienhauses Ringier.

## Karriere
Xiaoqun Clever ist 1970 in China geboren. Aufgrund der damaligen politischen Lage in China ist Clever 1991 nach ihrem dreijährigen Studium in Informatik und Technologie an der Tsinghua-Universität in Peking nach Deutschland gezogen. Sie absolvierte ihr Studium in Informatik und internationalem Marketing am Karlsruher Institut für Technologie (KIT) 1997. Zwischen 2003 und 2005 absolvierte Clever ein General Management MBA an der University of West Florida (UWF). Später folgten eine Ausbildung als Systemic Coach des Wiesbaden Management Forums, das Global Leadership Program an der INSEAD in Frankreich sowie eine Weiterbildung als Solution Focused Business Professional der University of Wisconsin.
Seit 1997 hat Xiaoqun Clever unterschiedliche Positionen bei der deutschen Softwarefirma SAP gehalten. Unter anderem war sie Chief Operating Officer (COO) im Chief Technology Office sowie Senior VP für Design & New Applications. Clever war bis Ende 2013 Corporate Officer und Executive Vice President bei SAP und Präsidentin von SAP Labs China und übernahm dabei die Führung bei der Nutzung neuester Technologien zur Bewältigung und Förderung der Transformation von Geschäftsprozessen. Beim deutschen Medienunternehmen ProSiebenSat.1 Media AG war Clever als Chief Technology Officer damit betraut, die digitale Transformation des Konzerns voranzutreiben. Daneben amtet sie seit Januar 2015 als Aufsichtsrätin der Allianz Versicherung AG Österreich sowie seit Januar 2016 der Maxingvest, der Dachgesellschaft von tchibo und Beiersdorf AG. Von 2016 bis 2019 besetzte Clever die Stelle als Chief Technology and Data Officer und war Mitglied der Geschäftsleitung der Ringier AG. In dieser Funktion war sie verantwortlich für die Entwicklung und den Aufbau der Technologie- und Datenbestände auf Konzernebene. Nachfolgend nahm sie Vorstandspositionen bei Capgemini, Infineon, Amadeus und BHP ein.
Xiaoqun Clever setzt sich für die Förderung der Frauen im Bereich der Technologie ein. Insbesondere liegt ihr nahe, Frauen zu ermutigen, Führungspositionen wahrzunehmen sowie mutiger zu sein. Das schreibt sie auch im Kapitel Die Zukunft wird sehr, sehr anders: Vom Glanz der digitalen Morgenröte im Buch Die LEAN BACK Perspektive: Leadership heute - 42 inspirierende Wege erfolgreicher Frauen: „Für mich ist es selbstverständlich, Frauen im Technologieumfeld durch Coaching und Mentoring zu unterstützen.“ Des Weiteren sieht Clever eine Chance für die Frauen im heutigen Wandel der Geschäftswelt hin zur Netzwerk-Kultur mit flachen Hierarchien, weil diese „überwiegend sachlich an Aufgaben herangehen und typisch männliche Kämpfe um Territorien vermeiden. Außerdem fällt es ihnen leichter, ihre MitarbeiterInnen zu Kreativität zu ermutigen, Talente weiterzuentwickeln und ihren empowerten Teams den Rücken freizuhalten.“
Am 1. Oktober 2019 wurde Clever als neues Mitglied in den Verwaltungsrat der Cornelsen-Gruppe berufen.

## Auszeichnungen
Im März 2018 wurde das Team von Xiaoqun Clever bei den Global BIGGIES Awards ausgezeichnet. Ihr Projekt «Using advanced Artificial Intelligence to generate reader revenue and boost user engagement» erhielt den «Best of Show»-Preis für die verwendete «Best in Class»-Technologie, die auf künstlicher Intelligenz basiert. Gleichzeitig wurde das Ringier-Projekt in der Kategorie «Excellence in use of Artificial Intelligence» mit dem «Award of Excellence» und in der Kategorie «Excellence in natural language processing» mit Platz eins ausgezeichnet. Darüber hinaus wurden Clever und ihr Team mit folgenden Preisen ausgezeichnet:
- Gewinner des «Global Media Award» der International News Media Association (INMA) für die Entwicklung einer Plattform zur Steigerung der Einnahmen und Engagement durch AI und Big Data im Jahr 2018[10][11]
- 2013 wurde sie als eine der «Top 10 Leaders» in China ausgezeichnet.
- 2017 wurde Clever als eine der «digital shapers» der Schweiz ausgezeichnet.

## Privatleben
Clever lebt in der Schweiz sowie in Deutschland und hat zwei Söhne.